# Synagoga w Pyzdrach
Synagoga w Pyzdrach – budynek dawnej synagogi znajdujący się w Pyzdrach przy ulicy Staszica 8.

## Opis

### Historia

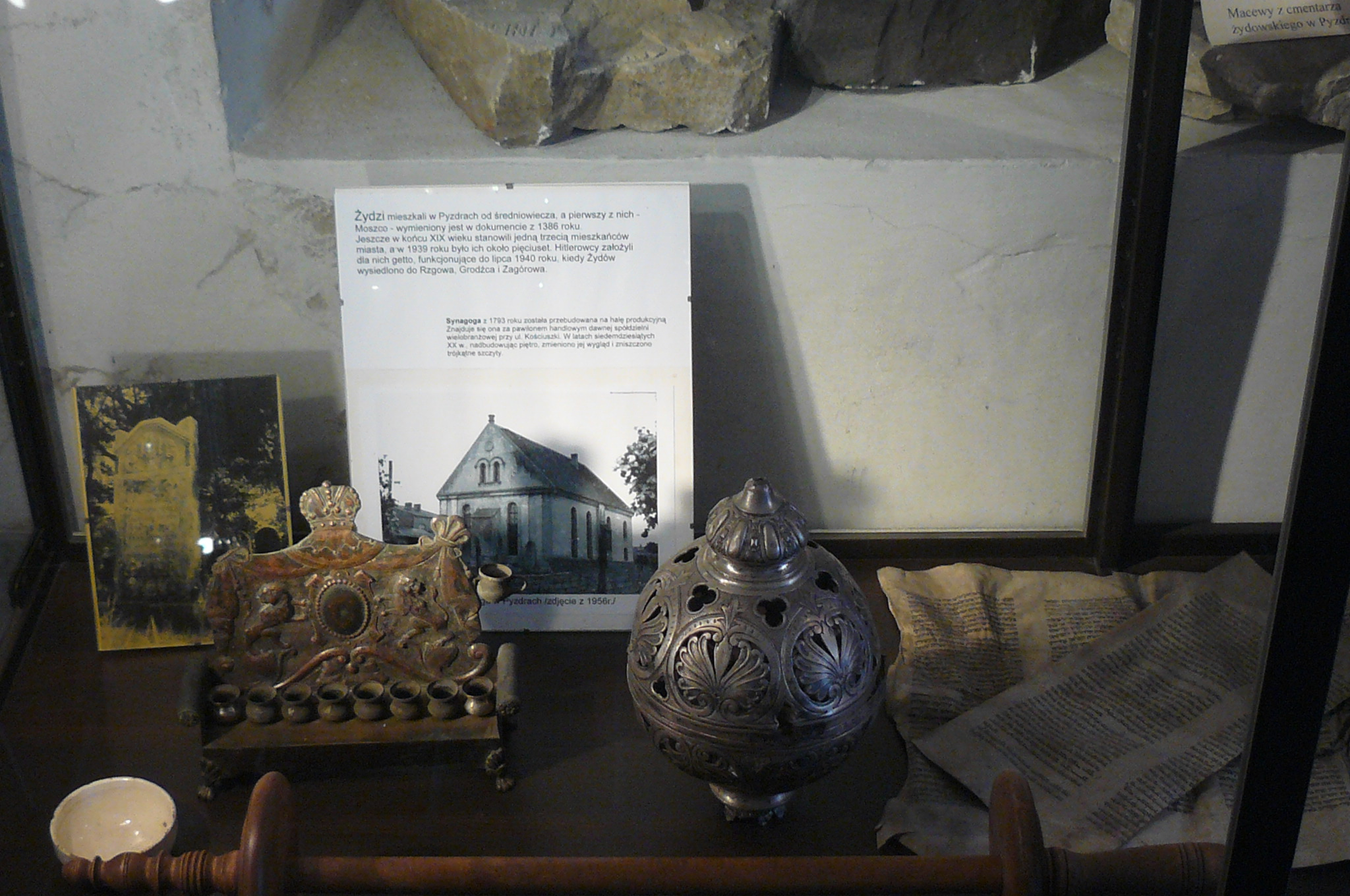
Ekspozycja poświęcona synagodze w Muzeum Ziemi Pyzdrskiej w Pyzdrach

Synagoga została zbudowana w 1793 roku. W XIX i XX wieku wyremontowano ją i gruntownie przebudowano. Podczas II wojny światowej hitlerowcy zdewastowali obiekt. Po zakończeniu wojny budynek przebudowano na halę produkcyjną pobliskich zakładów.

### Architektura
Murowaną, orientowaną budowlę wzniesiono na planie prostokąta o wymiarach 13 na 21 metrów. We wschodniej części znajdowała się główna sala modlitewna, a w zachodniej przedsionek, nad którym znajdował się babiniec, wysunięty do sali głównej i podparty na dwóch słupach.
Pierwotnie okna były zamknięte półkoliście, zachowały się resztki wystroju synagogalnego, w tym narożniki oraz – częściowo – układ okien. Zlikwidowano dach dwuspadowy, w miejsce którego dobudowano piętro i całość przykryto dachem płaskim.